# Codice 999
Codice 999 (Triple 9) è un film del 2016 diretto da John Hillcoat.

## Trama
Ad Atlanta, Georgia, opera una banda criminale di ex militari e poliziotti corrotti, addestrati al combattimento militare e senza scrupoli. I componenti sono lgli ex-Navy Seal Micheal Atwood, il suo amico Russel Welch, il fratello di quest'ultimo ed ex poliziotto Gabe e i detective corrotti Marcus Belmont e Franco Rodriguez. I cinque riescono a compiere una rapina in banca e a recuperare una cassetta di sicurezza, sebbene Gabe rubi delle mazzette da cui si attiva un sistema che poco dopo si macchiano costringendo la banda a rubare un'altra auto per fuggire.
La rapina è stata commissionata dalla mafiosa russa Irina, che li tiene in pugno; Michael è il padre del figlio della sorella, motivo per il quale è costretto ad assecondare le sue richieste. Irina commissiona al gruppo un altro colpo, poiché la cassetta è inutile senza i dati d'accesso , custoditi che consiste nell'introdursi in un ufficio dei federali e rubarli, in modo da poter scagionare suo marito Vassili, un potente boss attualmente in prigione.
Per convincerli ad accettare il lavoro, la donna fa torturare e poi abbandona Russell, ferito a morte, davanti alla banda, costringendo Michael a ucciderlo per pietà davanti a loro.
Il colpo sembra impossibile, poiché hanno bisogno di molto tempo e la polizia arriverebbe quasi subito, così Marcus e Franco propongono di far scattare quello che, nelle comunicazioni della polizia, è un Codice 999 ("agente a terra"). Solo uccidendo un poliziotto infatti, e sfruttando il richiamo di tutte le volanti sul luogo, Michael e i suoi avranno il tempo di andare a segno altrove. 
Intanto il sergente Jeffrey Allen indaga sulla rapina, deducendo che alcuni dei rapinatori sono dei militari, mentre suo nipote Chris, un veterano dei Marine, entra nella squadra anti gang e viene affiancato a Marcus, con il quale cerca di fare amicizia con mentre escono insieme per le chiamate. Durante una chiamata, Chris cerca di interrogare un membro di una gang locale, Luis Pinto, su un omicidio legato alla gang, solo per vedere Luis aggredire Chris prima di essere arrestato. Marcus, con Franco, propongono proprio Chris per far scattare il 999, consapevoli che, essendo il nipote del sergente, questi manderà ogni pattuglia disponibile in soccorso, con Micheal che accetta.
Chris sembra guadagnarsi la fiducia di Marcus dopo che lo salva da un sicario della gang, mentre Gabe, ancora addolorato per il fratello, cerca di avvisare Chris, ma viene fermato sia da Michael che da Jeffrey. 
Il giorno della rapina, Marcus porta Chris in un complesso residenziale abbandonato per incontrare un informatore per il loro caso di omicidio. In realtà Marcus aveva convinto Luis Pinto ad uccidere Chris, perciò si allontana per lasciare che il criminale uccida il suo partner. Gabe però raggiunge Chris, ma non fa in tempo ad avvertirlo che Luis li attacca, sparando però a Gabe. Chris cerca di soccorrerlo, ma sopraggiunge Marcus, che innesca una sparatoria. Gabe viene ucciso e Marcus viene colpito alla testa. Temendo che Marcus sia morto, Chris chiama il 999. Pensando che suo nipote sia l'agente a terra, Jeffrey si precipita sul posto assieme alle altre pattuglie. Nel frattempo, Michael e Franco, sentendo che il 999 è scattato, irrompono nell'ufficio e rubano le informazioni., mentre Luis viene poi ucciso a colpi di arma da fuoco dalla SWAT dopo essere fuggito ed essersi barricato in un'abitazione vicina. Marcus sopravvive ma è in condizioni critiche.
Micheal porta ad Irina ciò che desidera e si fa dare i soldi, ma vorrebbe vedere il figlio per dargli un regalo. Irina però lo fa pestare dai suoi, intimandogli di stare lontano da sua sorella e suo nipote, accettando comunque di portagli il regalo. Michela però, che aveva previsto la cosa, aspetta che la donna si allontani e innesca una bomba collegata al suo regalo, uccidendo Irina. Dopodiché, si incontra con Franco per dargli i soldi, ma quest'ultimo lo uccide e si porta via il bottino.
Chris, controllando gli effetti personali di Luis all'obitorio, trova un biglietto nel portafoglio, in cui è segnato il luogo in cui Marcus lo ha portato il giorno della sparatoria, scoprendo in seguito che Marcus ha incontrato Luis il giorno della sparatoria. Capendo che Marcus lo aveva attirato lì per ucciderlo, Chris gli fa visita, privo di sensi, per cercare di ottenere delle risposte, ma viene interrotto da Franco, che invita Chris alla stazione di polizia per ascoltare il suo resoconto della sparatoria. Mentre i due si dirigono verso l'auto, Chris riceve una chiamata da Jeffrey, che lo informa di aver scoperto che Franco è uno degli uomini della rapina.
Chris si ferma e dice a Franco che lo incontrerà alla stazione. Questi, rendendosi conto che Chris sa che è coinvolto nella rapina e nel suo tentato omicidio, accetta di incontrarlo lì. I due si dirigono alle rispettive auto, ma Jeffrey viene visto sul sedile posteriore dell'auto di Franco, ed entrambi si sparano a vicenda quando Franco si siede nella sua. Franco muore, mentre Jeffrey viene colpito all'addome. Chris, sentendo gli spari, chiama il 999. Jeffrey tira fuori con calma una canna e se la fuma, lasciando il suo destino incerto.

## Produzione
Il progetto prende vita nell'agosto 2010, con John Hillcoat alla regia, su una sceneggiatura di Matt Cook, intitolata Triple Nine, e con Shia LaBeouf protagonista. Nel frattempo la sceneggiatura viene inclusa nella Black List del 2010.
Nel maggio 2012, Hillcoast conferma la sua regia in questo progetto. Nel 2014 il progetto riparte con un cast e una produzione diversa. Le riprese del film iniziano il 28 maggio 2014 ad Atlanta. Il 17 luglio vengono girate delle scene con veri poliziotti, agenti SWAT e paramedici. Le riprese terminano a inizio agosto, quando vengono completate scene precedentemente non terminate a causa delle pioggia.

## Colonna sonora
Inizialmente, nel 2012, Hillcoast coinvolge Nick Cave per la colonna sonora del film. Successivamente Nick Cave lascia il progetto e viene sostituito da Atticus Ross, che compone la colonna sonora insieme alla moglie Claudia Sarne, al fratello Leopold Ross e a Bobby Krlic.

## Promozione
Il primo trailer del film, vietato ai minori, viene diffuso il 5 ottobre 2015.

## Distribuzione
La pellicola viene distribuita nelle sale cinematografiche statunitensi a partire dal 26 febbraio 2016., mentre in Italia dal 21 aprile seguente

## Riconoscimenti
- 2017 -  Jupiter Award
  - Candidatura al miglior attore internazionale a Casey Affleck